# Бароко в Мілані

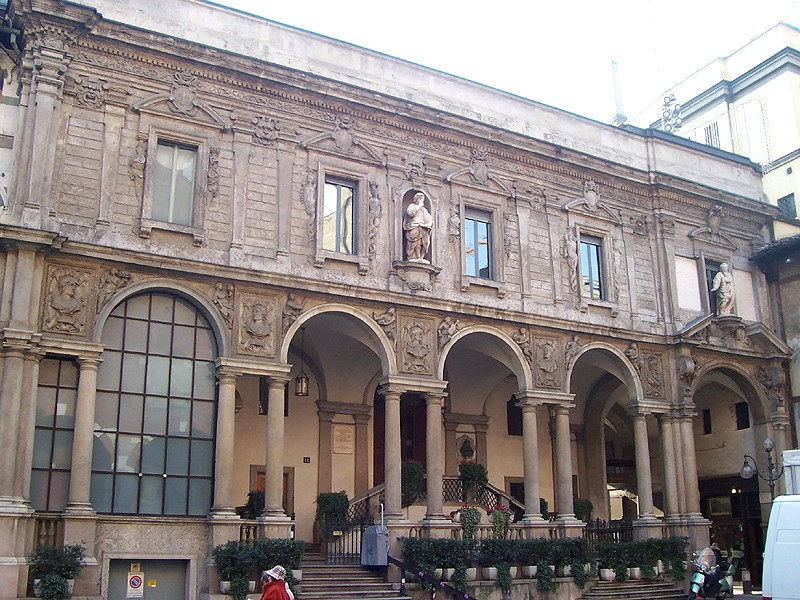
Арх. Карло Буцці. Палац Палатинської школи, 1644 р., Мілан

Бароко в Мілані  (італ. Barocco a Milano) — етап розвитку культури Мілана та Ломбардії (архітектури, живопису, менше скульптури і сценографії), що охоплював хронологічно 200—250 років.

## Архітектурні традиції Мілана

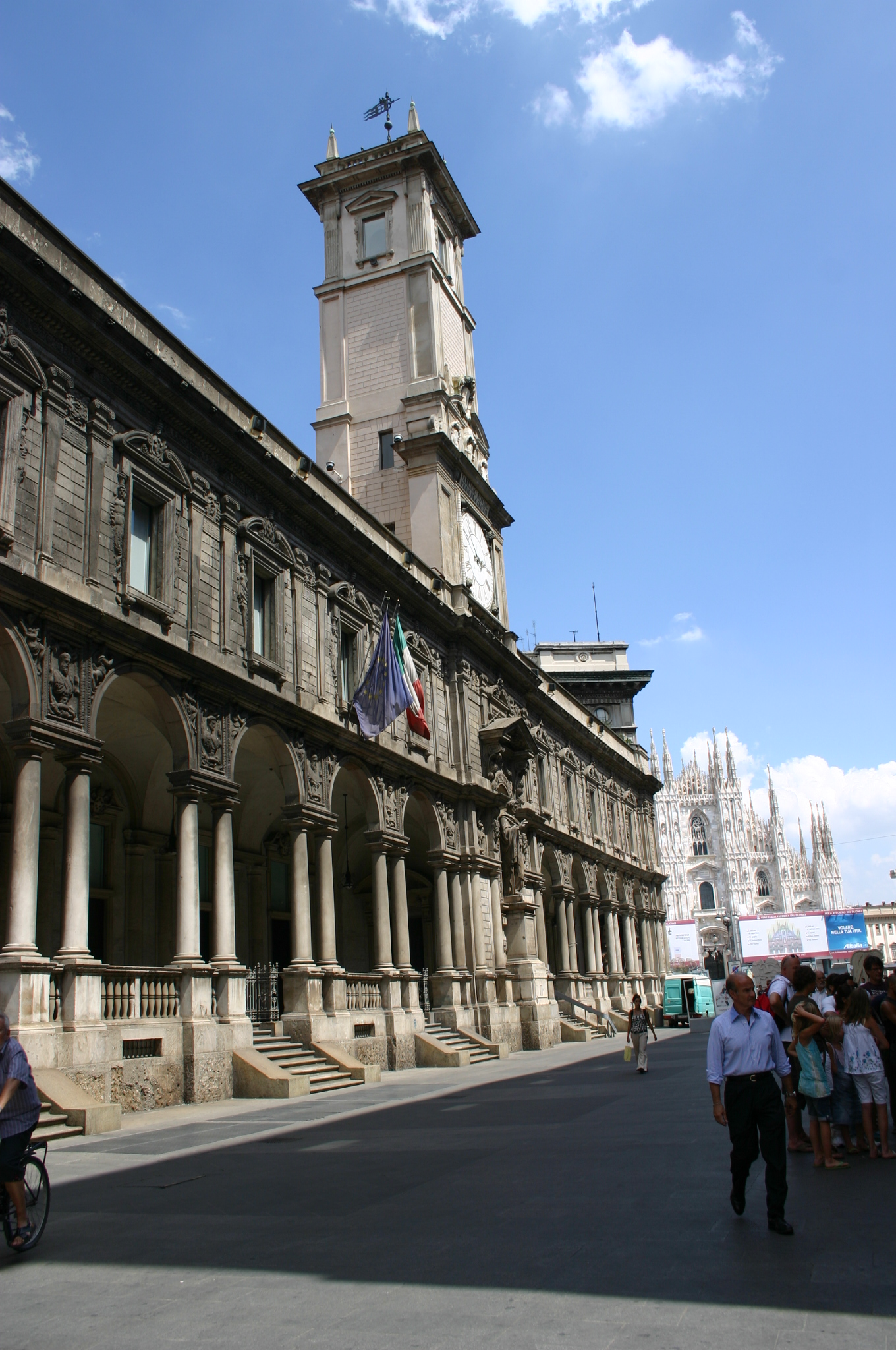
Арх. Вінченцо Сереньї. Так званий Палац юристів, Мілан (колишній палац Аффарі, нині торгово-промислова палата з 1911 року).

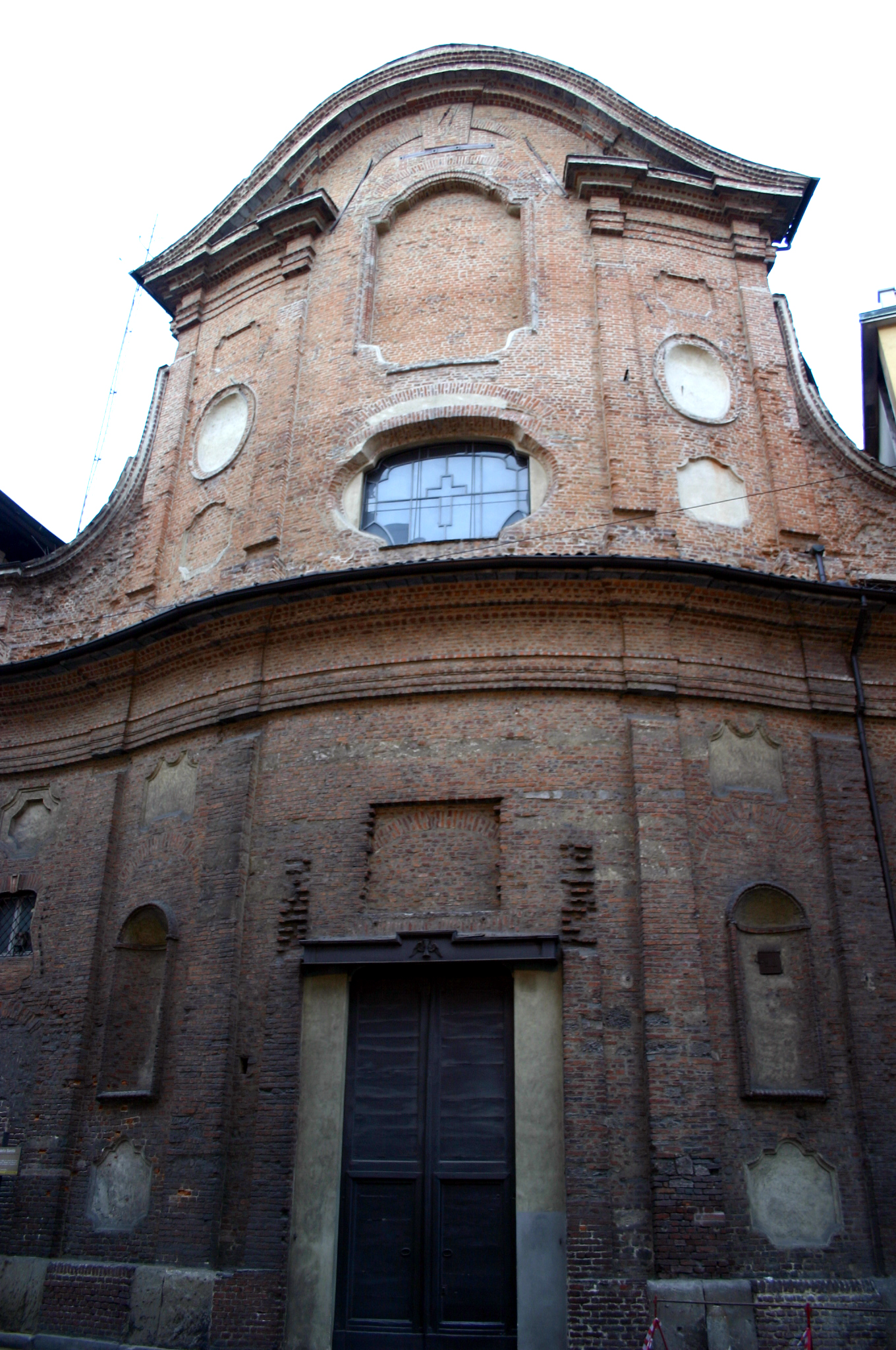
Церква Санта Марія делла Саніта, Мілан.

В 16 столітті Ломбардія і Мілан залишались осередком маньєризму з помітними впливами мистецтва північних країн Європи як в архітектурі, так і в живопису.
Стан в архітектурі відрізнявся помітним консерватизмом і традиційністю, що йшла від середньовічного будівництва, місцевих ремесел, пов'язаних з будівництвом, математичними розрахунками і пропорціонуванням, створенням архітектурних деталей тощо. Будівельники Мілана і Ломбардії накопичили значний архітектурний досвід і фахове знання якості різних будівельних матеріалів, що помітно у використанні природного каменя, мармуру, цегли, коли кожний з них наособинку тощо. Саме це обумовило відбудову Міланського собору в стилістиці готики, яка б стилістика не панувала.
Мілан та Ломбардія давала Італії видатних знавців будівельних матеріалів і виконробів, майстрів-каменярів, згодом видатних архітекторів і інженерів, серед котрих такі корифеї архітектури, як Філарете або Донато Браманте. Мілан у добу бароко подарував папському Риму авторитетних Карло Мадерно (1556—1629)та Франческо Борроміні (1599—1667).
Еластична архітектурна мова, котрою володіли ті ж Донато Браманте чи Франческо Борроміні, дозволяла (незважаючи на консерватизм) вирішувати складні завдання створення нових інтер'єрів (інтер'єр церкви Сан Карло біля чотирьох фонтанів в Римі), нових за функціями споруд (Ватиканська бібліотека), нових архітектурних ансамблів (Двори Ватикана Браманте, церква Сан Іво у дворі римського університету роботи Борроміні).

## Барокова архітектура Мілана

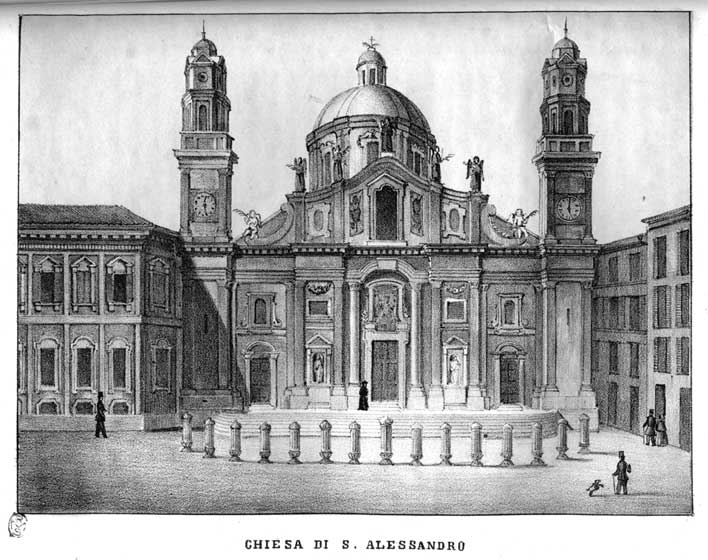
Церква Сан Алессандро ін Зебедія на гравюрі 18 століття.

Новітню стилістику  бароко, привнесену у Мілан, пов'язують з діяльністю кардинала Федеріго Борромео (1564—1631). Знавець мистецтва, відкритий для нових ідей, він ініціював створення проекту нової церкви Сан Алессандро ін Зебедія, котра вважається однією з перших споруд бароко в Мілані. Зі створенням проекта не все зрозуміло. Його створив 1601 року архітектор Лоренцо Бінаго (1554—1629). Але план церкви враховував планові рішення уславленого архітектора  Донато Браманте, котрий ще на початку 16 ст. запропонував проект нового собору Св. Петра в Римі у подобі грецького хреста з чотирма дзвіницями на фасадах. Проект архітектора Лоренцо Бінаго теж мав в плані грецький хрест (тобто пропонував центричну споруду храму), але зберіг лише дві дзвіниці на головному фасаді.
Головний фасад церкви увібрав найкращі здобутки, напрацьовані в створені храмів. Створено три входи, як то було ще в храмах доби готики (бароко запозичило конструктивні властивості готичних храмів, але перевело їх в нову стилістичну систему і нове пропорціонування). Центральний вхід виділений більшою висотою дверного отвору і розташований У ніші. Парадний характер ніші підкреслений двома коринфськими колонами. Ніша облямована пілястрами і архітектурно-скульптурними декором. І колони ніші, і пілястри фасаду використані у великому масштабі — на всю висоту церкви до широкого карниза. Над ним фігурний фронтон з великим вікном для освітлення. Вертикальні осі фасаду, що проходять крізь пілястри, закінчуються скульптурами на парапеті.
30 березня 1602 року започаткували будівництво нової церкви. З побудовою начорно упорались вже до 1626 року, коли створили купол над середхрестям. Декорування храмового інтер'єра розтяглося до 1658 року.

## Галерея барокових сакральних споруд Мілана

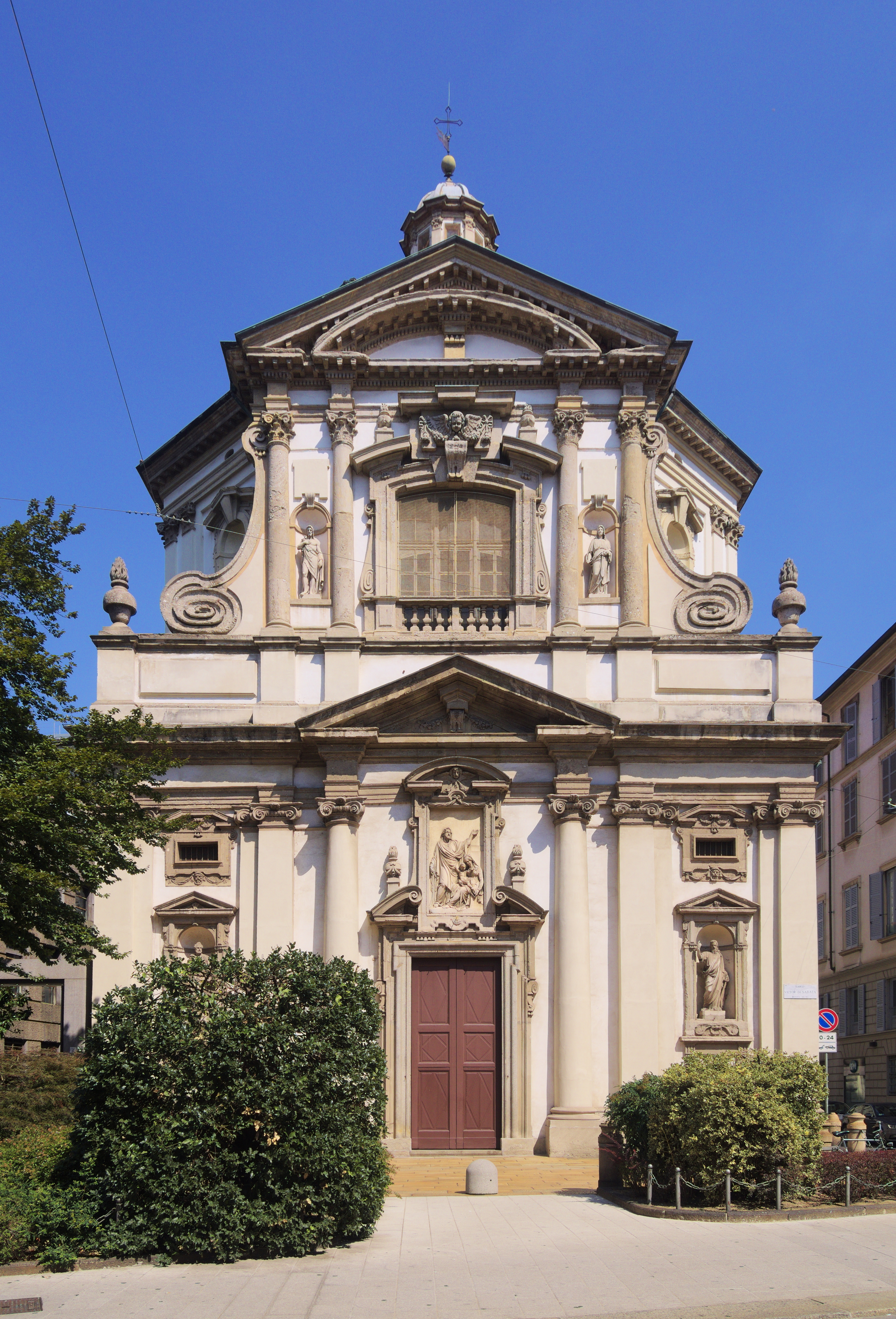
Арх. Франческо Марія Рікіні. Церква Сан Джузеппе, Мілан. Головний фасад.

File:

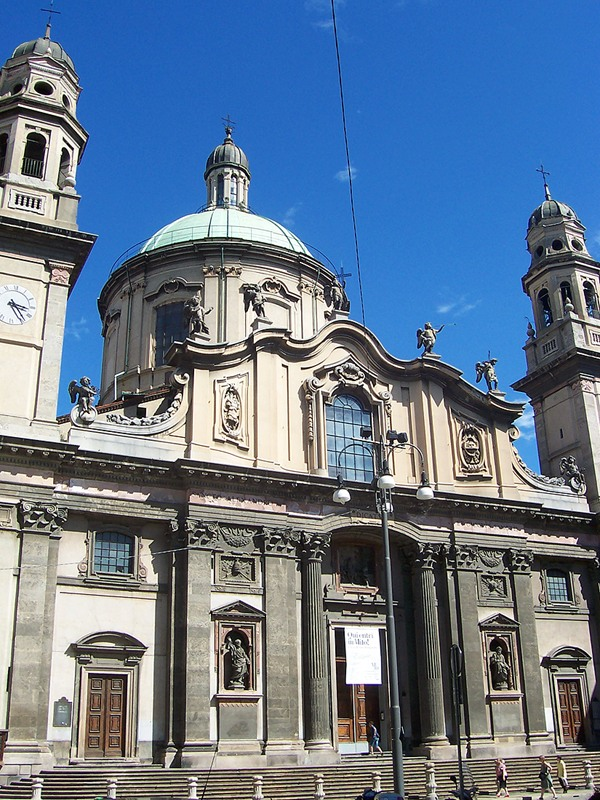
Архітектори Лоренцо Бінаго (1554–1629) та арх. Франческо Марія Рікіні (1584-1658). Церква Сан Алессандро ін Зебедія
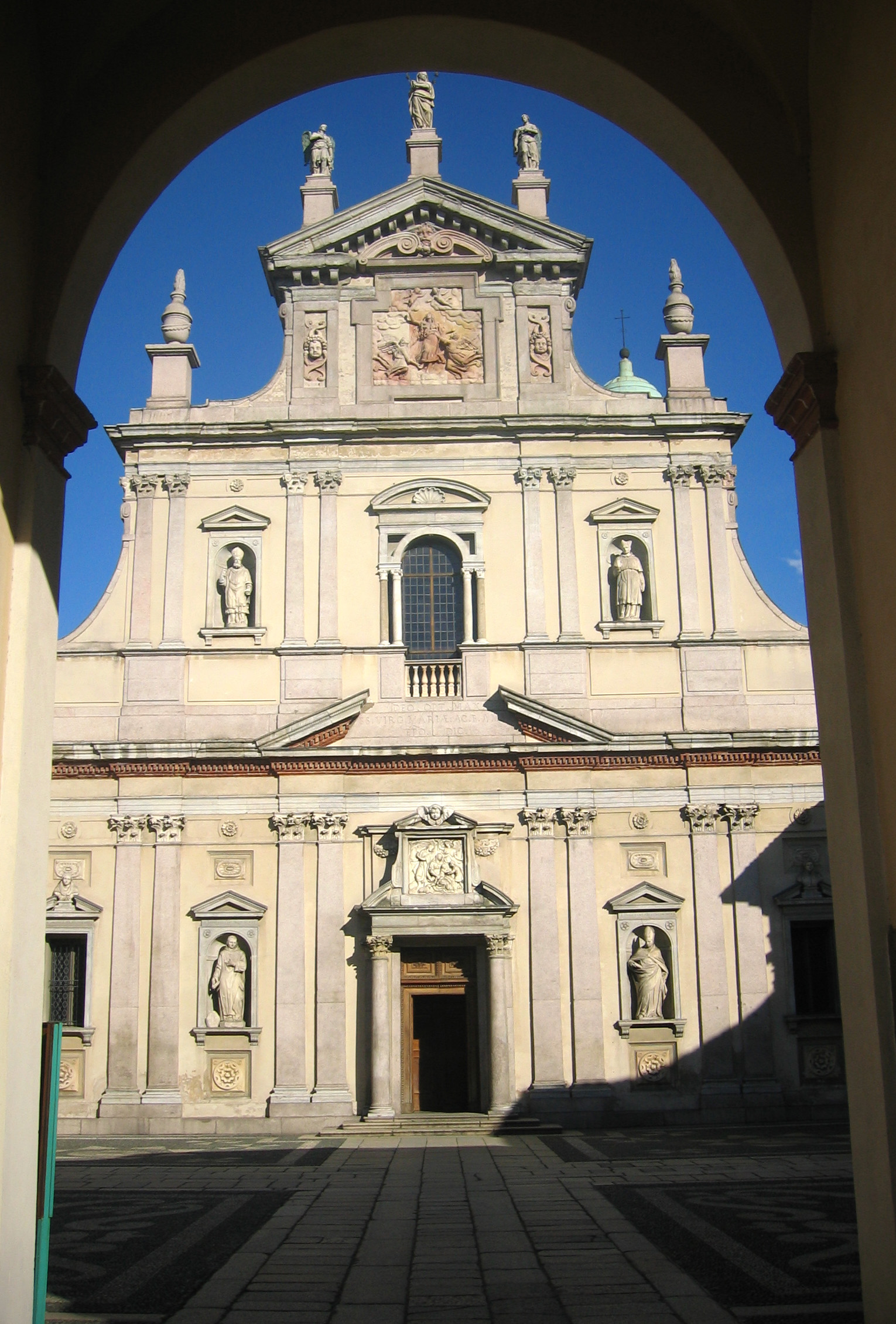
Головний фасад монастирської церкви ді Гареньяно
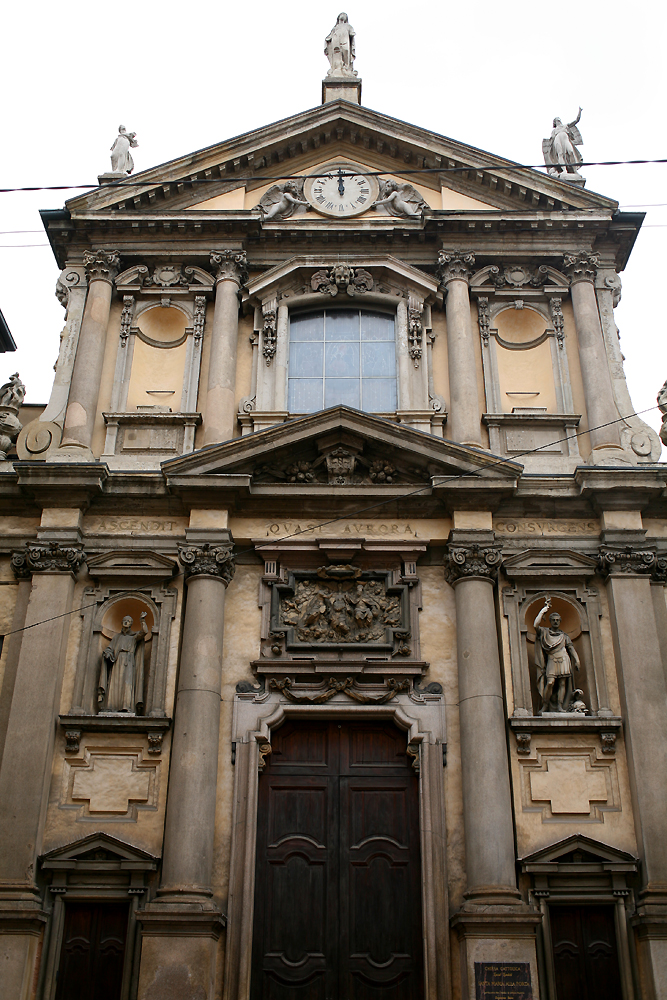
Арх. Франческо Марія Рікіні. Церква Санта Марія алла Порта, Мілан
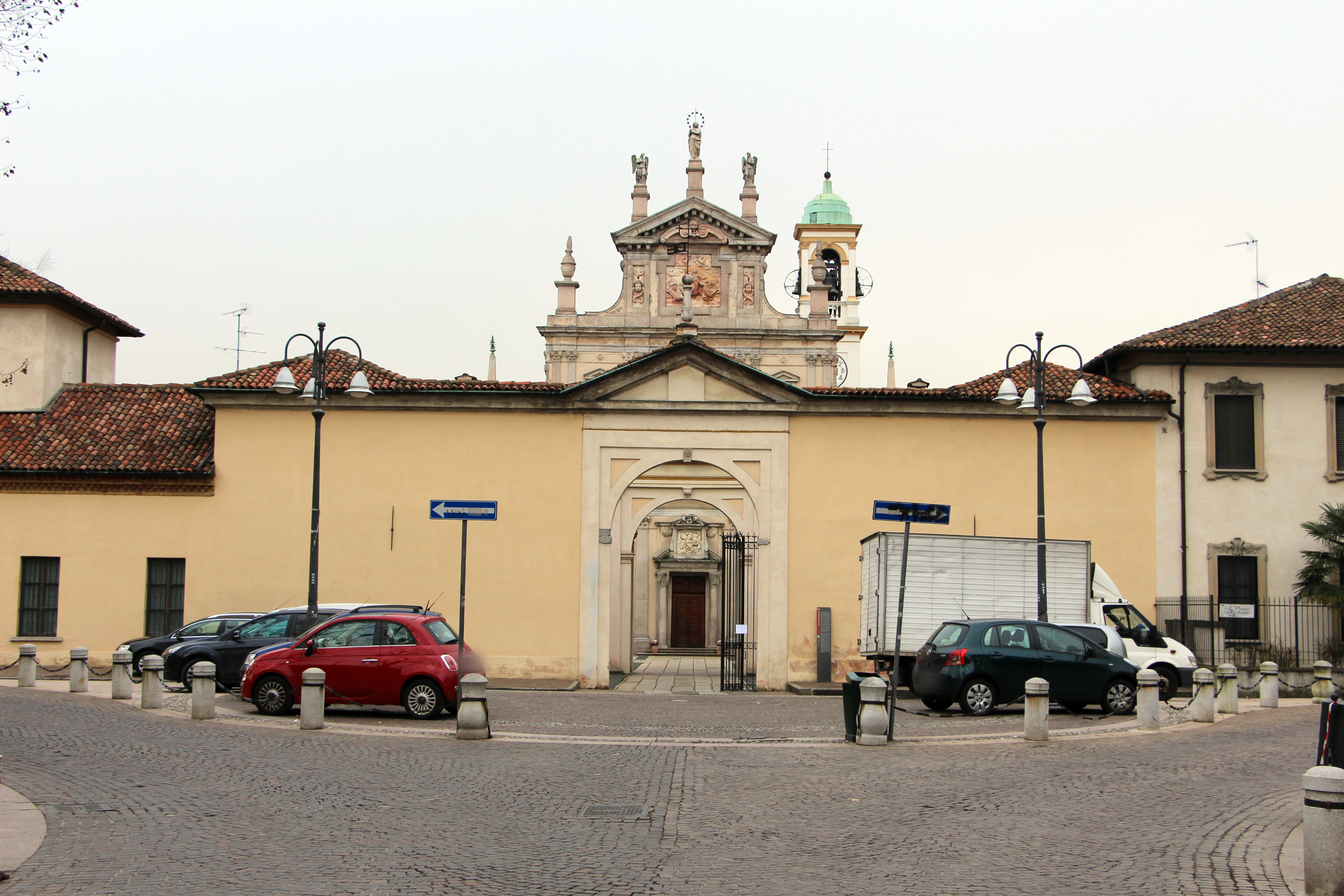
Вхідна брама монастиря ді Гареньяно від міста
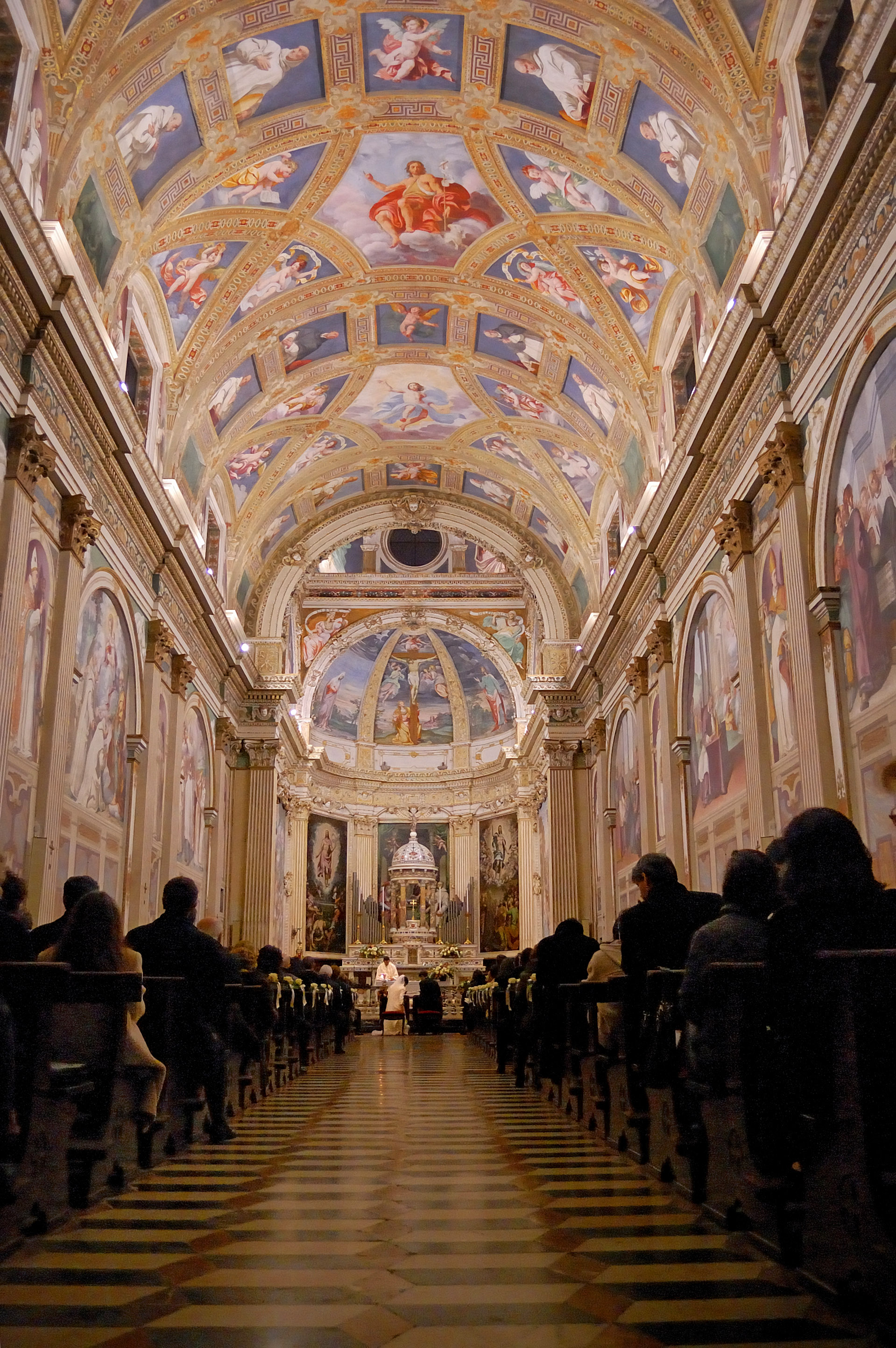
Однонавний інтер'єр монастирської церкви ді Гареньяно
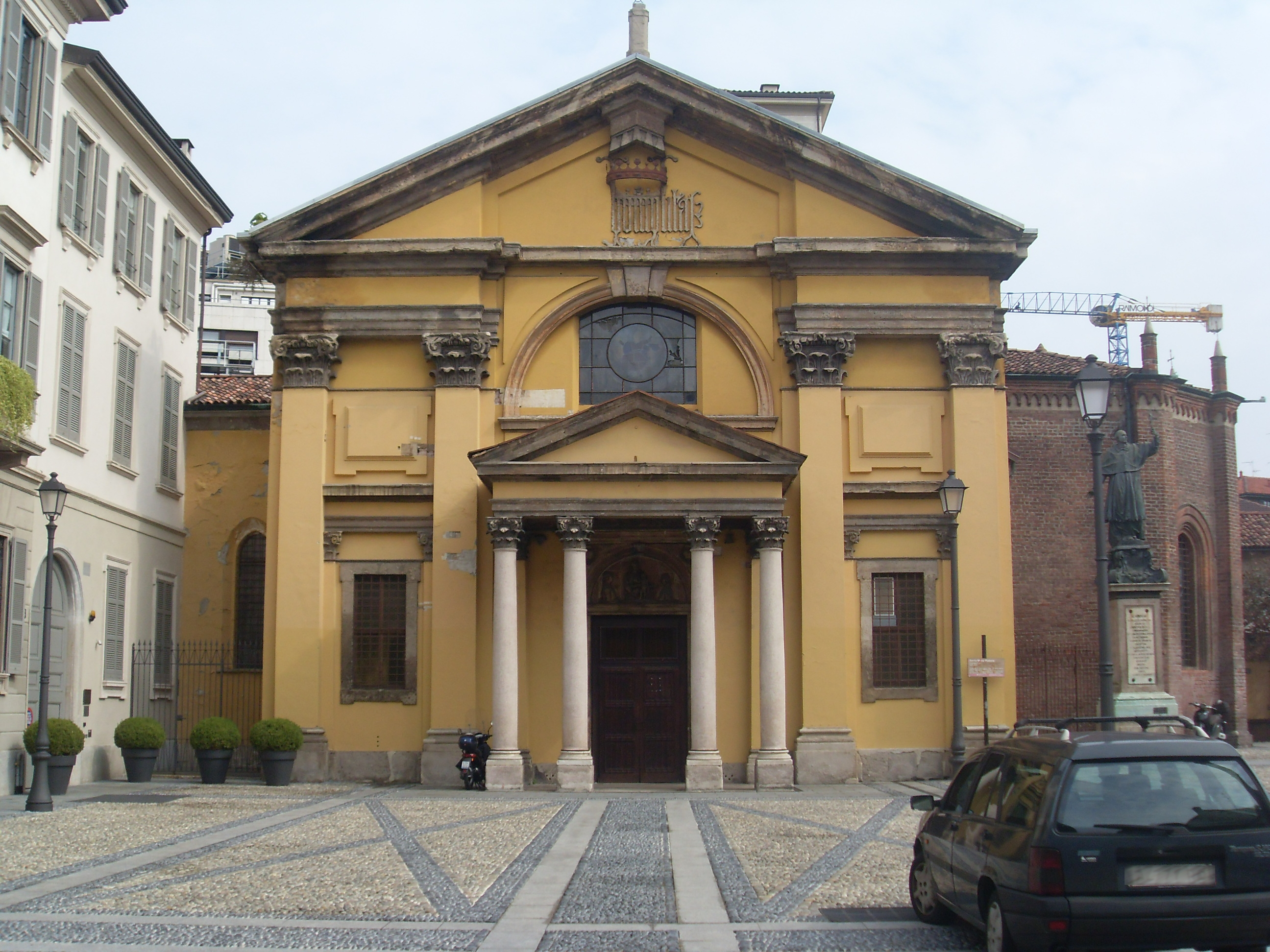
Церква Санта-Марія Подоне, Мілан. Бароковий фасад - арх. Фабо Мангоне, після 1626 р.

## Галерея світських барокових споруд Мілана

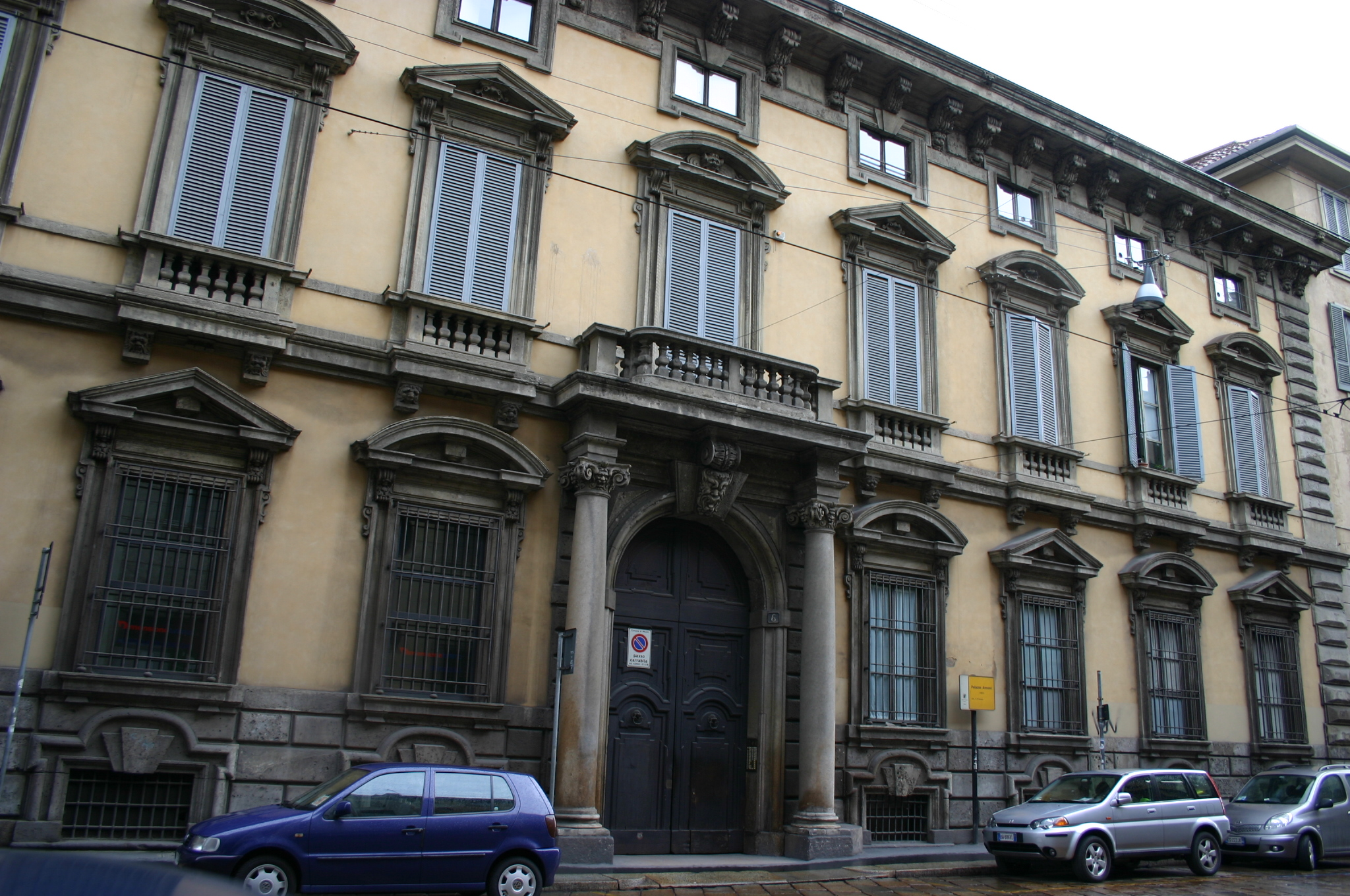
Арх. Ф.М. Рікіні. Палац Анноні, Мілан
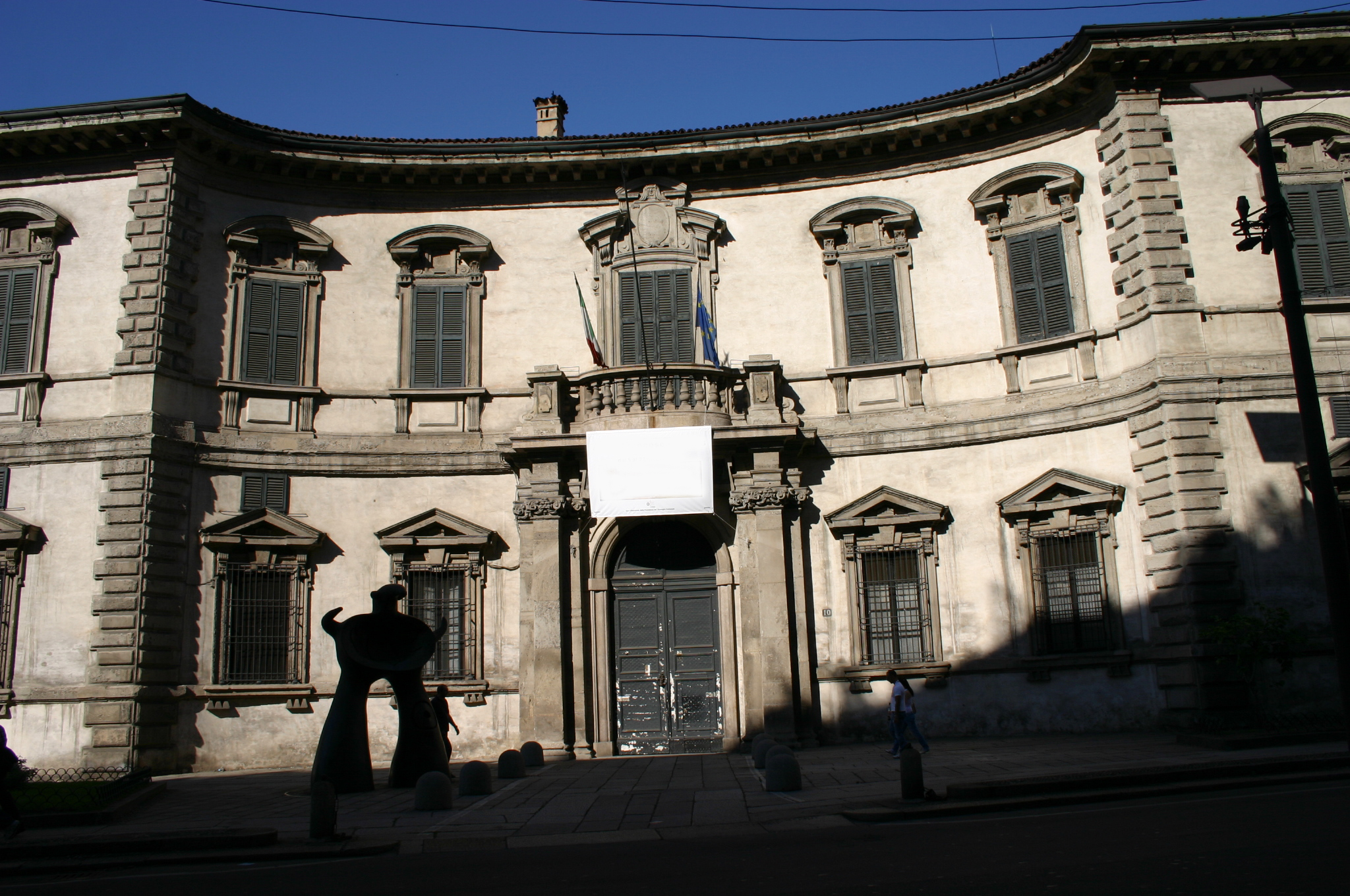
Арх. Ф.М. Рікіні. Палац сенаторів, Мілан
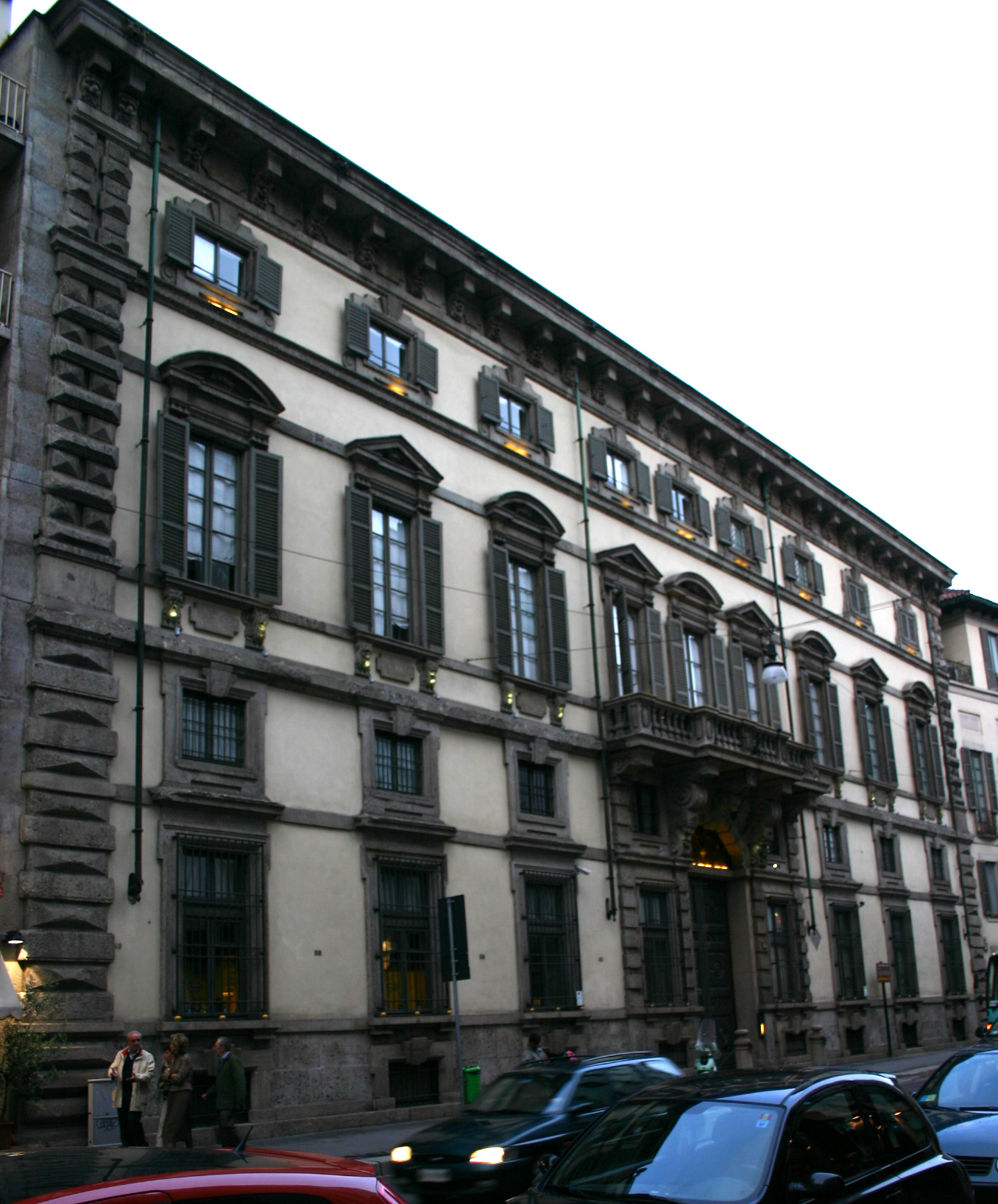
Арх. Ф.М. Рікіні. Палац Дуріні-Капроні, Мілан

## Бароковий живопис Мілана
1595 року архієпископом Мілана був призначений кардинал Федеріко Борромео. Знавець мистецтв і пропагандист новітнього мистецького стиля бароко, він став керуючою фігурою у запровадженні бароко в Мілані як стиля Контрреформації. На тому етапі бароко було монополізоване католицькою церквою з метою зміцнити власний авторитет, розхитаний у 16 ст., черговим засобом демонстрації власної могутності і величі. Водночас здійснювався неупинний контроль за ідейним навантаженням творів мистецтва і цензурні обмеження. Настанови нового стиля і дозволені сюжети мали відповідати настановам, виробленим Тридентським собором. Провідником настанов Тридентського собору в Мілані і був кардинал Федеріко Борромео.
До митців початкового періоду в бароковому живопису Мілана відносять трьох художників, це — * Іль Черано (Джованні Баттіста Креспі 1573—1632),
- Джуліо Чезаре Прокаччіні (1574—1625),
- Мораццоне (П'єр Франческо Маццукеллі  1573—1626).

Всі три художники ще тісно пов'язані з пізнім італійським маньєризмом, бо пройшли виучку у маньєритів 16 ст. Бароко в Мілані визрівало в надрах маньєризму і повільно позбавлялось його перебільшень, штучності. В творчості трьох майстрів компромісні форми відходу від стилістики маньєризму до бароко відбились у різній формі. Настанови барокового живопису на службі Контрреформації були підтримані і художньою академією Амброзіана.
Нова генерація міланських художників вже перейшла на досить певні позиції барокової стилістики. Серед них — Карло Франческо Нуволоне, його менш обдаровані родичі, художники династії Карлоне тощо.

## Бароковий живопис Мілана, обрані твори

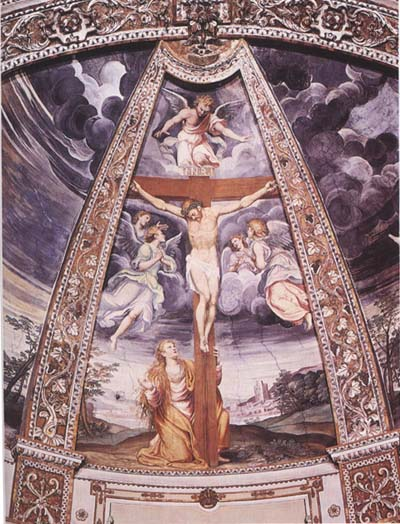
Худ. Сімоне Петерцано. Розп'яття над вівтарем монастирської церкви ді Гареньяно, Мілан.

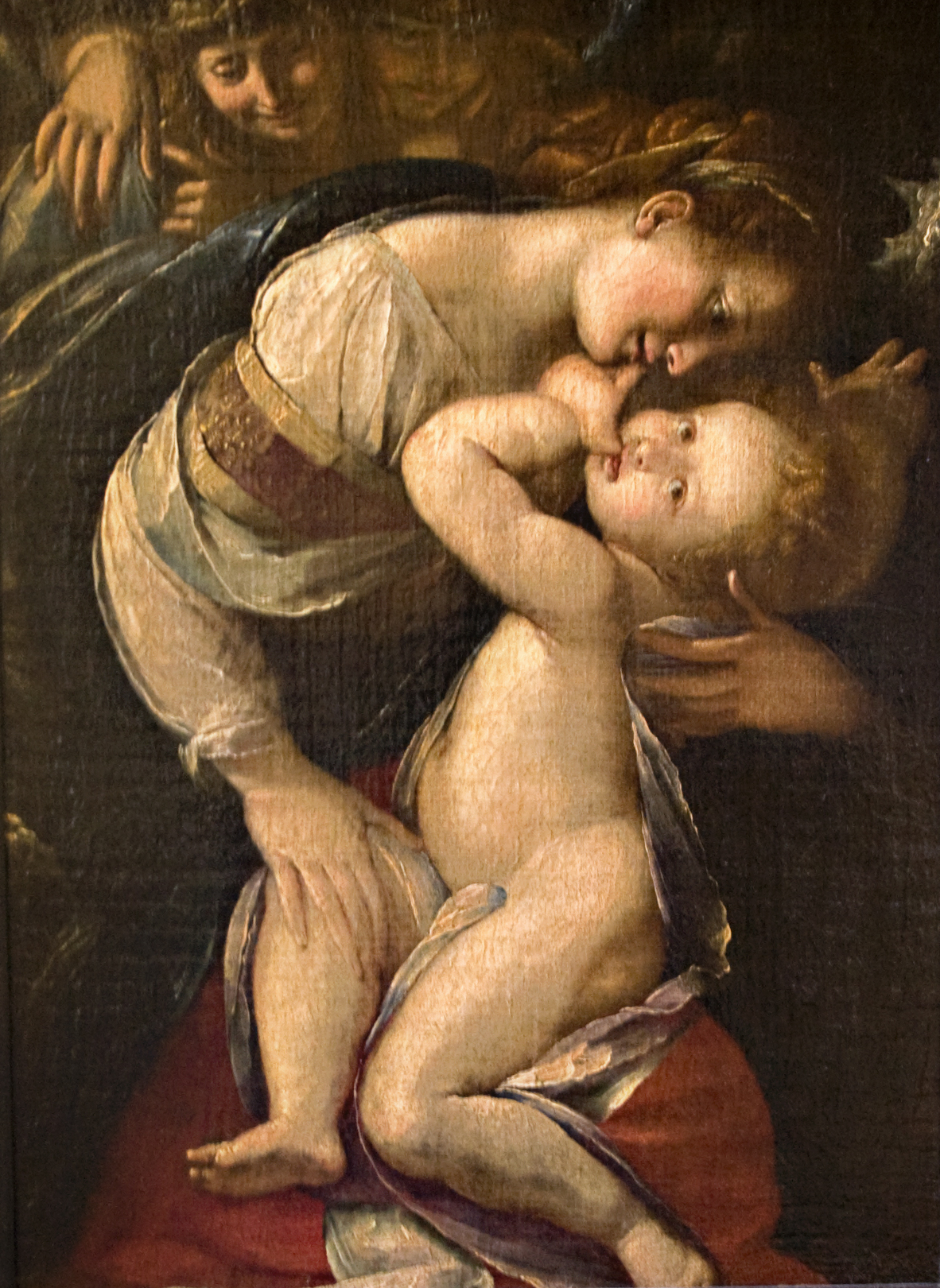
Джуліо Чезаре Прокаччіні. «Мадонна з немовлям і янголами», Ермітаж, Санкт-Петербург
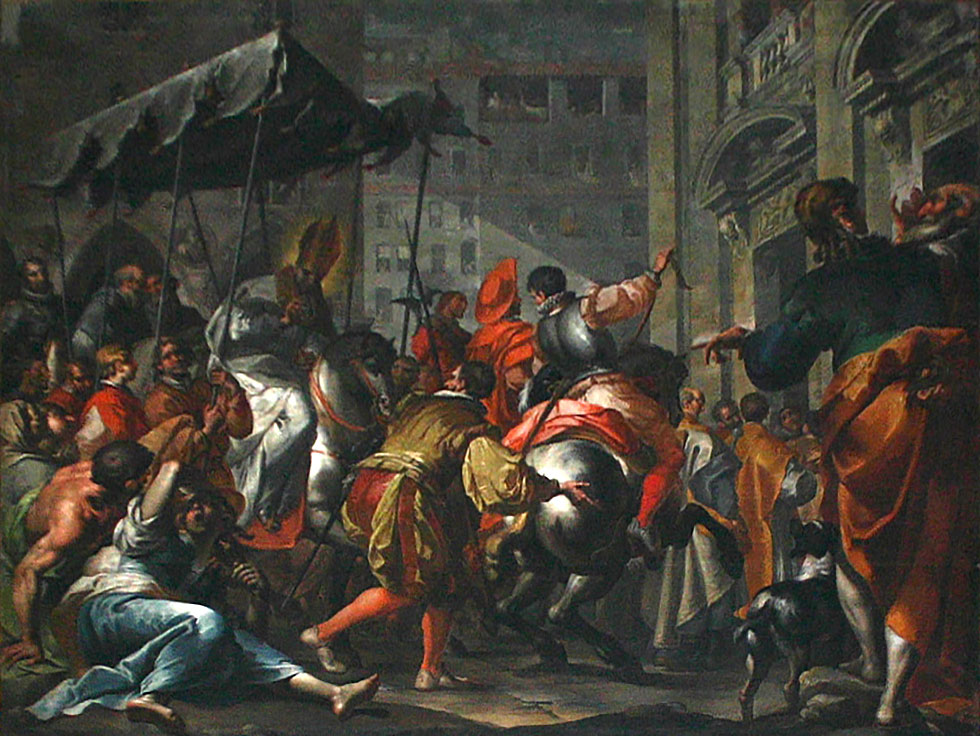
Філіппо Аббіаті. «Урочиста зустріч кардинала Карла Борромео під час прибуття у Мілан».
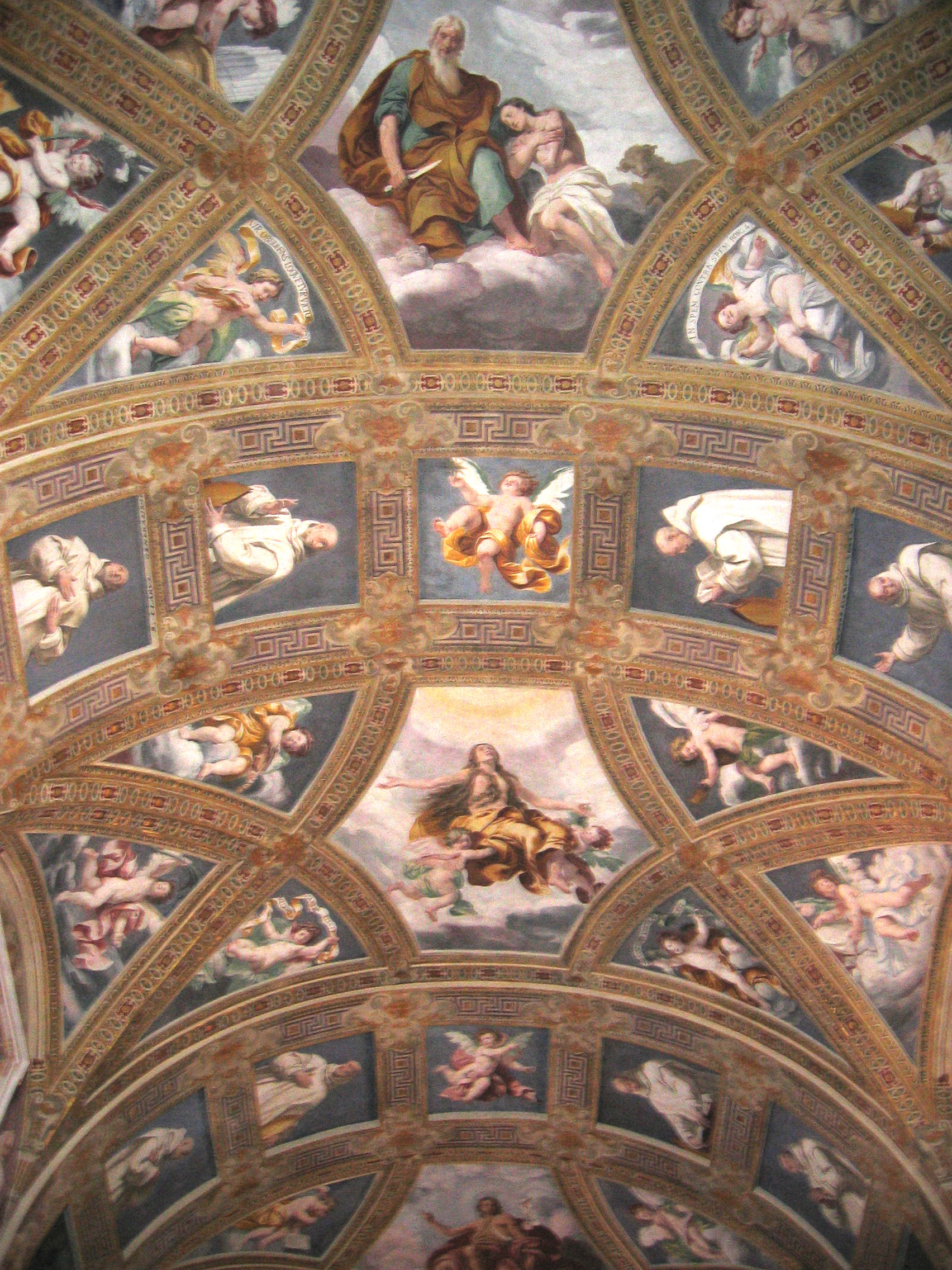
Худ. Даніеле Креспі.  Декор напівциркульної стелі монастирської церкви ді Гареньяно, Мілан.
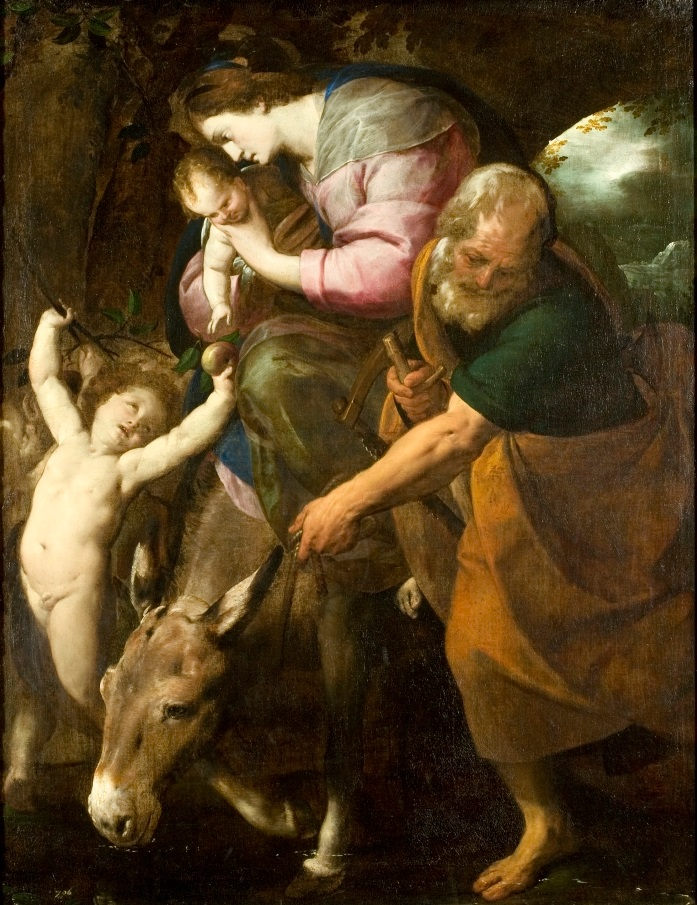
Джованні Баттіста Креспі. «Втеча святої Родини в Єгипет», Бристоль
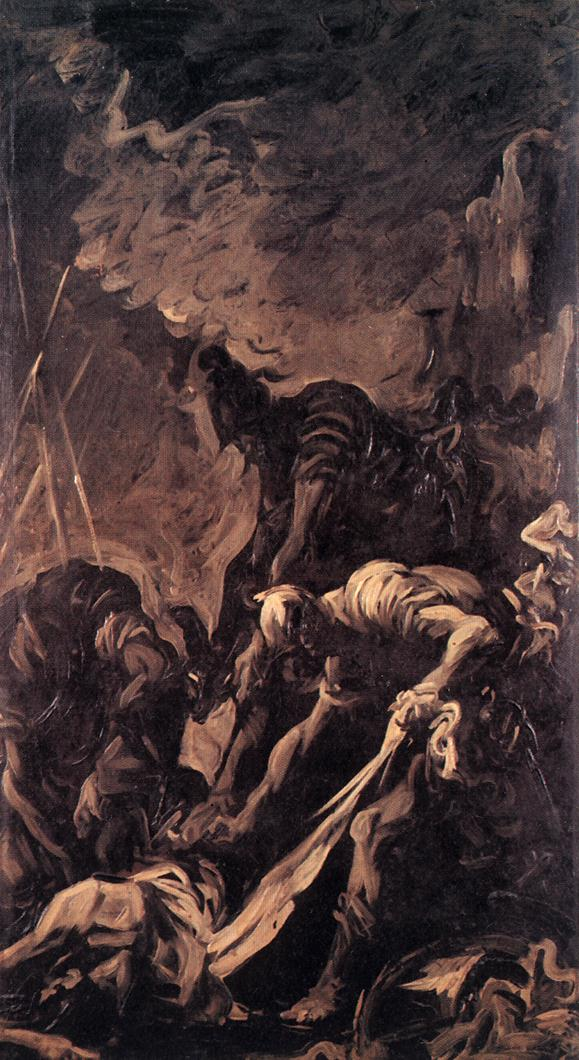
Худ. Алессандро Маньяско. «Швидке поховання убитого солдата», Павія, музей Цивіко

## Бароковий портрет в Мілані

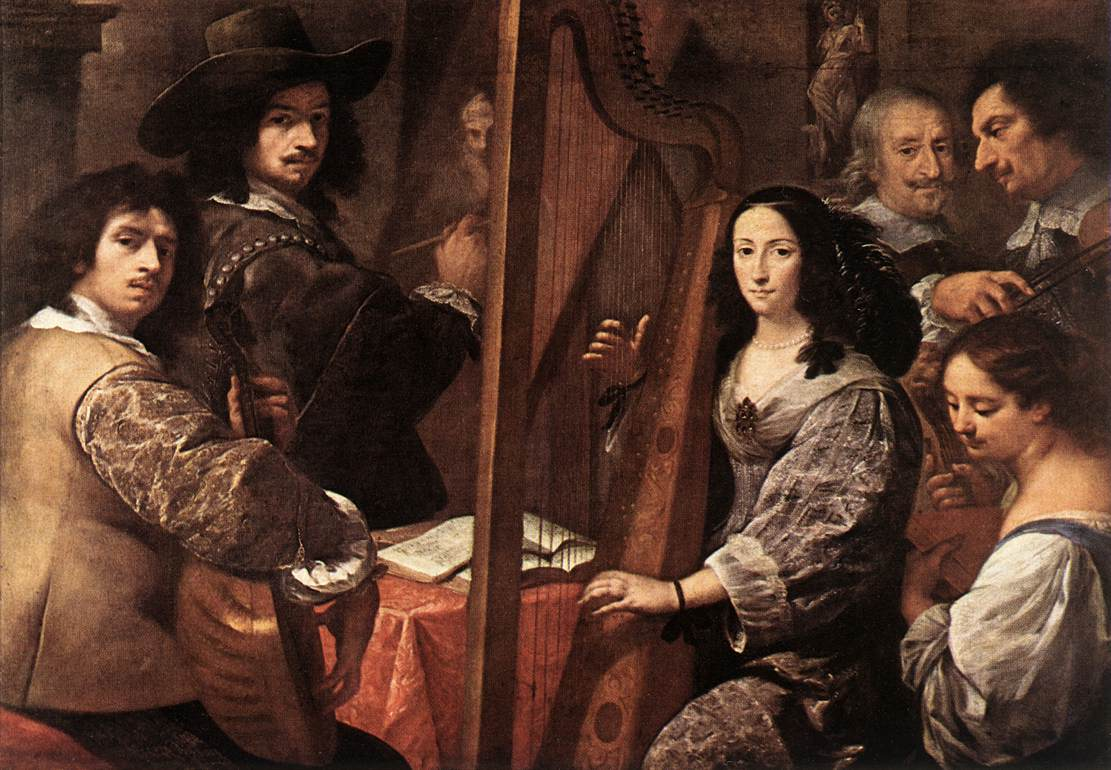
Карло Франческо Нуволоне. «Автопортрет з родиною під час музикування», Пінакотека Брера, Мілан

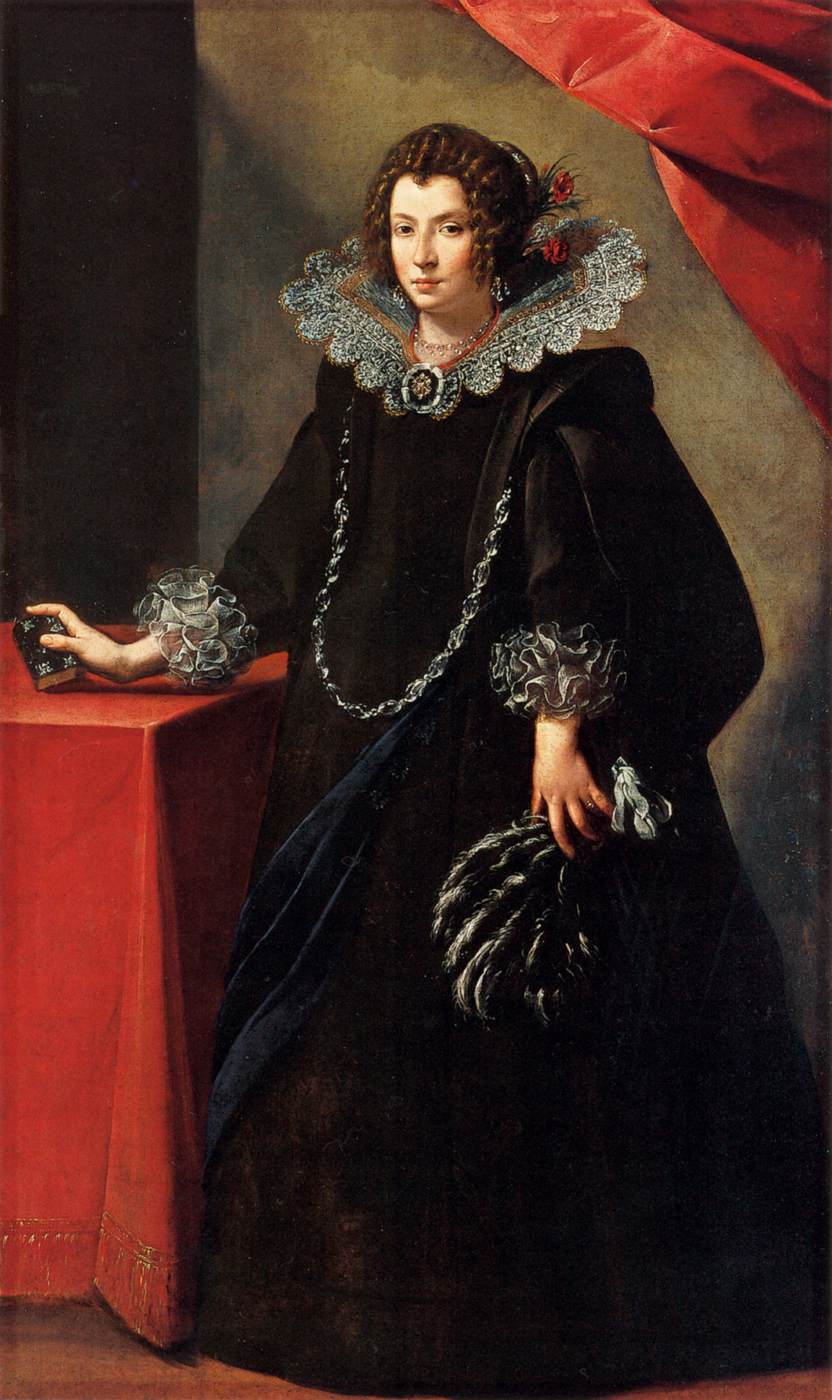
Карло Франческо Нуволоне. «Портрет шляхетної пані в чорному», до 1649 р.

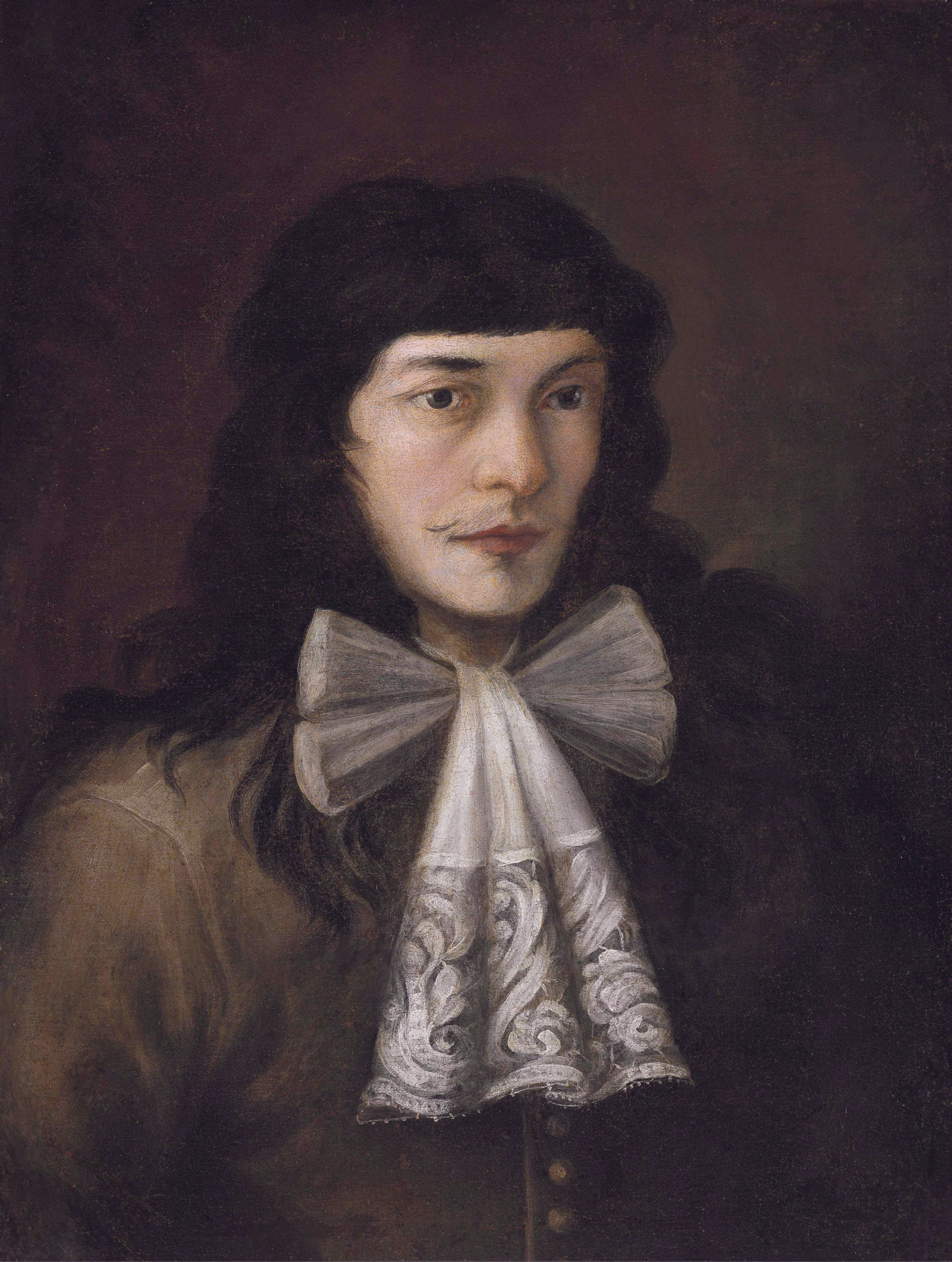
Алессандро Маньяско. «Автопортрет»
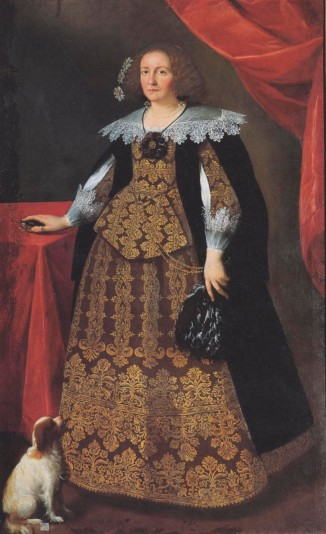
Карло Франческо Нуволоне. «Портрет Джулії Бонфанті», середина 17 ст.
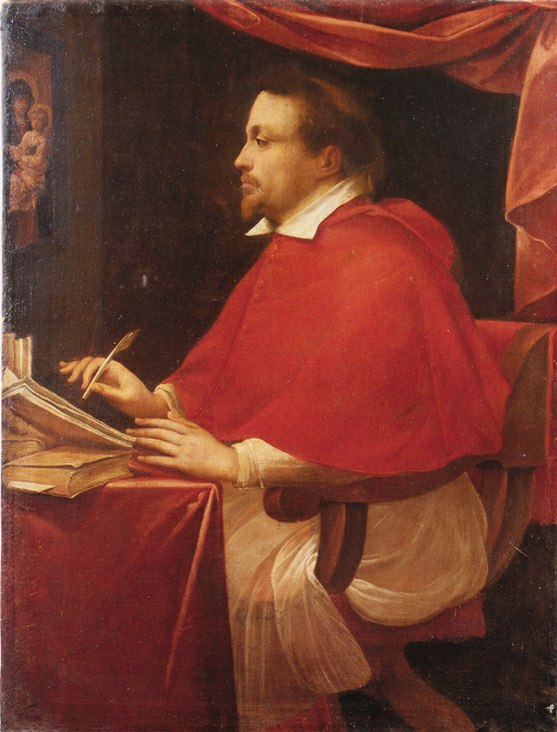
Джуліо Чезаре Прокаччіні. «Кардинал Федеріко Борромео».